# Filosofisk logik
Filosofisk logik är ett begrepp som används med flera delvis olika innebörder inom filosofin:
1. Logik som ett delområde inom filosofin, till skillnad mot matematisk logik, dock med ett stort överlapp mellan filosofisk logik och matematisk logik. Inom filosofin används logiken ofta som ett bidrag till en allmän teori om (korrekt) argumentation, som även kan ha inslag av pragmatik. Denna aspekt av logiken är inte en del av matematiken. Inom filosofin behandlas också frågor om bl.a. logikens berättigande som ligger utanför matematikens intressesfär och som kan betraktas som en "logikens filosofi". Dessa frågor ligger nära språkfilosofin.
2. Den moderna logik som tog sin början med Gottlob Frege (1879) infördes relativt sent inom filosofin. Till skillnad mot den moderna "symboliska" logiken har "filosofisk logik" tidigare används som en beteckning för den traditionella logiken som huvudsakligen bestod av syllogism. I denna betydelse är filosofisk logik och matematisk logik inte olika ämnesområden, utan olika utvecklingsfaser av logiken. Denna innebörd av begreppet filosofisk logik är dock ovanlig idag.
3. Som fackterm betecknar filosofisk logik idag mestadels olika formella logiker som i olika avseenden utökar satslogik och predikatlogik, ofta med ytterligare operatorer för användning inom olika områden. Här ingår bland andra deontisk logik, epistemisk logik, modallogik, interrogativlogik och illokutionär logik. Beteckningen filosofisk logik beror framför allt på att dessa logiker mest är avsedda för användning inom olika områden av filosofin, exempelvis etik i fallet deontisk logik. Det handlar dock om formella logiker som även undersöks inom den matematiska logiken.
4. Ibland används filosofisk logik som beteckning på icke-klassiska logiker som via filosofiska resonemang modifierar några slutledningsregler inom klassisk logik. Exempel är intuitionistisk logik, parakonsistent logik och relevanslogik.

Böcker som John P. Burgess Philosophical Logic, Blackwell Companion to Philosophical Logic eller den flerbandiga Handbook of Philosophical Logic (utgiven av Dov M. Gabbay och Franz Guenthner) handlar om filosofisk logik i betydelserna nummer 3 och 4 ovan. Dessa områden av logiken har fått ökad betydelse genom utvecklingar inom artificiell intelligens och teoretisk informatik.